# Telkom
Zjednoczenie Przemysłu Teleelektronicznego „Telkom” – zjednoczenie powstałe w 1971 wskutek przeniesienia zakładów o telekomunikacyjnym profilu produkcyjnym ze zjednoczenia Unitra do resortu łączności. W 1982 przekształcono je w zrzeszenie, które funkcjonowało do końca PRL.

## Zakłady podległe zjednoczeniu
- Telkom-PZT, Warszawa
- Telkom-RWT, Radom
- Telkom-Simet, Jelenia Góra
- Telkom-Telcent, Kobyłka
- Telkom-Telcza, Czaplinek
- Telkom-Teletra, Poznań
- Telkom-Telfa, Bydgoszcz
- Telkom-Telmor, Gdańsk
- Telkom-Telmot, Kraków
- Telkom-Telos, Kraków
- Telkom-Teltech, Szczecinek
- Telkom-Telzas, Szczecinek
- Telkom-ZWUT, Warszawa
- Telkom-Telpro, Warszawa